# مركز ووكر للفنون
مركز ووكر للفنون هو مركز متعدد التخصصات للفن المعاصر في حي لوري هيل في مينيابوليس، مينيسوتا، الولايات المتحدة. يعد مركز ووكر للفنون واحدًا من أكثر متاحف الفن الحديث والمعاصر زيارةً في الولايات المتحدة، جنبًا إلى جنب مع حديقة مينابوليس المجاورة وكوولز كونسيرفاتوري، ويحضره حوالي 700000 زائر سنويًا. تضم المجموعة الدائمة للمتحف أكثر من 13000 قطعة فنية حديثة ومعاصرة بما في ذلك الكتب والأزياء والرسومات والأعمال الإعلامية واللوحات والصور والمطبوعات والنحت.
بدأ مركز ووكر للفنون عام 1879 كمعرض فني شخصي في منزل بارون الخشب توماس بارلو ووكر. أسس ووكر مجموعته رسميًا باسم معرض فنون ووكر في عام 1927. بدعم من مشروع الفن الفيدرالي التابع لإدارة تقدم الأشغال، أصبح معرض الفنون ووكر مركز ووكر للفنون في يناير 1940. احتفل مركز ووكر للفنون بعيده الخامس والسبعين كمركز فني عام في عام 2015.
مبنى ووكر الجديد، الذي صممه إدوارد لارابي بارنز وافتتح في مايو 1971، شهد توسعًا كبيرًا في 2005. تضمنت إضافة المهندسين المعماريين السويسريين هيرزوغ ودي ميرون مساحة معرض إضافية ومسرحًا ومطعمًا ومتجرًا ومساحة للمناسبات الخاصة.

## البرامج

### الفنون البصرية
كان برنامج الفنون المرئية جزءًا من مركز الفنون ووكر منذ تأسيسه. يشتمل البرنامج على دورة مستمرة من المعارض في صالات العرض بالإضافة إلى مجموعة دائمة من الأعمال المكتسبة والمتبرعة والمطلوبة. منذ الستينيات، كلف برنامج الفنون المرئية أعمالًا من فنانين لعرض وإقامات لفنانين من بينهم روبرت إيروين، وجلين ليجون، وباري ماكجي، وكاثرين أوبي، ولورنا سيمبسون، وناري وارد.
تمثل مجموعة مركز ووكر للفنون أعمالًا للفن الحديث والمعاصر، وركزت بشكل خاص بعد عام 1960. تشمل مقتنيات مركز ووكر للفنون أكثر من 13000 قطعة فردية بما في ذلك الكتب والأزياء والرسومات والأعمال الإعلامية واللوحات والتصوير والمطبوعات والنحت. في عام 2015، احتفلت مركز ووكر للفنون بالذكرى السنوية الخامسة والسبعين لتأسيسها كمركز فني عام بمعرض استمر لمدة عام بعنوان الفن في الوسط: 75 سنة على مقتنيات مركز ووكر للفنون (بالإنجليزية: Art at the Center: 75 Years of Walker Collections)‏. تشمل بعض مميزات المجموعة ما يلي:
- تشاك كلوز، صورة شخصية كبيرة [21]
- فرانز مارك، داي جروسن بلاوين بفيرد (The Large Blue Horses)،[22] تمت إزالة هذه اللوحة من المعرض ولا توجد خطط حالية لعرضها.
- إدوارد هوبر، المكتب في الليل
- إيف كلاين، سوير دي موندو كان (موندو كفن قصب) [23]
- جوشكا ماكوجا، فقدان في الأربعين [24]
- آندي وارهول، 16 جاكي [25]

### الفنون التمثيلية
يعد فن الأداء الحي جزءًا رئيسيًا من برمجة ووكر ويُنظر إليه على أنه رائد في عرض الوسائط. في عام 1940، بدأ ووكر في تقديم الرقص المحلي والشعر والحفلات الموسيقية التي نظمها المتطوعون إلى حد كبير. بحلول عام 1963، أصبحت هذه المجموعة مركز أوبرا، ركز برنامج الفنون المسرحية ووكر على عرض أعمال جديدة تركز على التصميم المرئي. في عام 1970، تم حل مركز أوبرا من ووكر وأصبحت أوبرا مينيسوتا. في نفس العام، تم تعيين الفنون المسرحية رسميًا كقسم لمركز ووكر للفنون.
منذ ستينيات القرن الماضي، كلفت الفنون المسرحية في ذا ووكر 265 عمل أداء. بالإضافة إلى ذلك، يبرمج القسم 25 عرضًا كل عام يتضمن عروضًا تتراوح بين فن الأداء والمسرح والرقص والكلمة المنطوقة والموسيقى. إنه أحد أكبر برامج الفنون المسرحية من نوعه الموجود في متحف في البلاد. يمتلك عدد من الفنانين تاريخًا طويلًا في العمل مع ووكر وأداءهم، وأبرزهم مصممي الرقصات بيل تي جونز، وميريديث مونك، وميرس كانينغهام، الذين نظم لهم ووكر معرض لايف بيرفورمس آرت (بالإنجليزية: Life Performs Art)‏ في عام 1998. بصفته شريكًا قديمًا لشركة ميرس كانيغهام دانس (بالإنجليزية: Merce Cunningham Dance Company)‏، تمكن ووكر من الحصول على 150 قطعة فنية مركزية في تاريخ الشركة من مؤسسة كننغهام في عام 2011. تضمنت الاتفاقية منحوتات ومجموعات وأزياء وأعمال أخرى لفنانين مثل روبرت راوشنبرغ وجاسبر جونز.

### الصور المتحركة
تتميز برامج الأفلام والفيديو في مركز ووكر للفنون بالأعمال المعاصرة والتاريخية. في الأربعينيات من القرن الماضي، حدد ووكر الصور المتحركة (معظمها أفلام، ولكن أيضًا أفلام تجريبية) كجزء لا يتجزأ من الحياة المعاصرة. كان الفنانون في ذلك الوقت يجربون الخصائص الشكلية للفيلم، مثل الضوء والحركة والصوت، بينما كانوا يفصلون أيضًا بين فن الأفلام والسينما السردية التقليدية.
في عام 1973، تم تشكيل قسم الأفلام / الفيديو رسميًا وتم إنشاء مجموعة إدموند روبن للأفلام والفيديو، جنبًا إلى جنب مع منحة لتمويل تطوير الأرشيف. كان روبن، وهو شخصية بارزة في معرض الأفلام في الغرب الأوسط الأعلى، وزوجته إيفلين يؤمنان بجمع الأفلام كوسيلة للحفاظ على الشكل الفني. اليوم، مع أكثر من ثمانمائة وخمسين فيلمًا، تجمع مجموعة روبن بين السينما الكلاسيكية والمعاصرة بالإضافة إلى الأفلام الوثائقية والأفلام الرائدة وأعمال الفيديو للفنانين. يحتوي على أعمال لفنانين بصريين تتراوح من سلفادور دالي ومارسيل دوشامب وفرناند ليجر إلى أعمال معاصرة واسعة النطاق من قبل ويليام كلاين وديريك جارمان وبروس كونر ومارسيل برودثيرز وماثيو بارني ونام جون بايك وولف فوستيل وفنانين تجريبيين مثل بول شاريتس وستان براخاج.

### تصميم
يحتفظ مركز ووكر للفنون بقسم تصميم وتحرير احترافي داخلي لتلبية احتياجات الاتصال المختلفة. القسم مسؤول عن تصميم وتحرير جميع المواد المطبوعة، بما في ذلك إنشاء وتخطيط المنشورات مثل كتالوجات المعارض والمجلات نصف الشهرية والكتب، وكذلك رسومات المعارض والفعاليات وبرامج اللافتات والحملات الترويجية.
بالإضافة إلى ذلك، ينظم القسم المشاريع والبرامج المتعلقة بالتصميم، مثل المحاضرات والمعارض والتكليفات الخاصة. على مدار تاريخها الذي يزيد عن 60 عامًا، نظم القسم العديد من المعارض المهمة حول الهندسة المعمارية والتصميم، وكان بمثابة منتدى حيوي لقضايا التصميم المعاصر، حيث جلب المئات من المهندسين المعماريين والمصممين والنقاد المشهورين عالميًا إلى التوأم. المدن من خلال برامج مثل سلسلة محاضرات تصميم إنسايت، والتي احتفلت بعامها الثلاثين في عام 2016. خلال الأربعينيات من القرن الماضي، بنى ووكر «بيتين للأفكار» يعرضان أحدث اتجاهات مواد البناء والمفروشات والتصميم المعماري.
من أواخر الستينيات حتى أوائل التسعينيات، ساعد منسق التصميم في المتحف ميلدريد فريدمان في تصور وتنظيم معارض حول، من بين موضوعات أخرى، الحركة الهولندية الطليعية دي ستايل، وعملية التصميم في شركة الأثاث مودرنيست هيرمان ميلر، وتاريخ التصميم الجرافيكي والفنون والحرف والثقافة اليابانية التقليدية والمعاصرة. لأكثر من 30 عامًا، قدم ووكر أيضًا زمالة ميلدريد فريدمان للتصميم، وهو برنامج لمدة عام للمصممين الشباب.

### وسائل الإعلام الرقمية
تشرف مجموعة مبادرات ووكر الإعلامية الجديدة (التي أعيدت تسميتها إلى الوسائط الرقمية في عام 2017) على mnartists.org، وهي قاعدة بيانات عبر الإنترنت لفناني مينيسوتا والمنظمات التي توفر مكانًا للتجمع الرقمي لمجتمع الفنون المحلي. من خلال شراكة مع معهد مينيابوليس للفنون، يدير مركز ووكر للفنون ArtsConnectEd، وهو مورد عبر الإنترنت لمعلمي الفنون يعتمد على موارد المجموعة الدائمة لكلا المؤسستين.
في عام 1998، استحوذ مركز ووكر للفنون على أدا ويب، وهو موقع إلكتروني مبكر لفن الإنترنت برعاية بنجامين ويل وصممه فيفيان سيلبو. بدأ أول مشروع رسمي لـ «أدا ويب» في مايو 1995، على الرغم من أنه كان نشطًا بشكل غير رسمي منذ فبراير من نفس العام.
في عام 2011، أعيد إطلاق موقع ووكر كموقع إلكتروني لنمط الأخبار يحتوي على مقالات ومقابلات ومقاطع فيديو من قبل كل من فريق عمل ووكر والكتاب الضيوف، بالإضافة إلى روابط إخبارية منسقة حول الفن والثقافة العالميين. قوبلت إعادة الإطلاق بتعليقات إيجابية حول عالم الفن.

### التعليم والبرامج العامة
يتم التأكيد على التعلم باعتباره تجربة أساسية في ووكر من خلال مزيج من البرامج التعليمية وجهود بناء المجتمع والمشاريع التفسيرية. ينظم القسم برامج مجتمعية وعائلية وتفسيرية وعامة ومدرسية ومراهقة وجولات، بالإضافة إلى mnartists.org. يقدم كل قسم برامج وأنشطة في الفنون المرئية وفنون الأداء والأفلام / الفيديو والوسائط الجديدة والتصميم والهندسة المعمارية. لإبلاغ هذه التعهدات، يعمل الموظفون مع أمناء ووكر وشركاء من المنظمات المحلية والفنانين والمدارس والمجموعات المجتمعية. يتم أيضًا تنفيذ مجموعات استشارية مثل مجلس الفنون في سن المراهقة ومركز ووكر للفنون ومجلس الدليل السياحي والمجموعة الاستشارية للآباء في القسم من أجل ووكر لبناء المزيد من العلاقات مع جمهوره.

### نشر
يتضمن تاريخ النشر الطويل لووكر إنتاج كتالوجات المعارض والكتب والدوريات بالإضافة إلى النشر الرقمي. من عام 1946 إلى عام 1954، أصدرت مجلة إيفريداي آرت كوارتلي (بالإنجليزية: Everyday Art Quarterly)‏ في عام 1954، غير المنشور اسمه إلى ديزاين كواترلي (بالإنجليزية: Design Quarterly)‏، و «حوّل تركيزه بعيدًا عن استهلاك التصميم إلى فهم تأثير التصميم على المجتمع وعملياته وأساليب الممارسة والاستعلام.» تم إيقافه في عام 1993. أنشأ استوديو التصميم الداخلي لوكر، كتالوجات معارض لا تعد ولا تحصى مخصصة لفن مارسيل برودثيرس، وتريشا براون، وهوانغ يونغ بينغ، وكيكي سميث، وكارا ووكر، وآندي وارهول، وكرزيستوف ووديتشكو، من بين آخرين كثيرين، بالإضافة إلى كتب عن التصميم والهندسة المعمارية والممارسة الاجتماعية ومواضيع أخرى في الفن المعاصر. في عام 2011، أعادت مركز ووكر للفنون تصميم صفحتها الرئيسية على أنها «محور أفكار»، وهو تنسيق مجلة إخبارية يقدم المقابلات الأصلية، ومقاطع الفيديو، والمقالات المفوضة، والكتابات العلمية، والروابط الإخبارية. تم الترحيب بالصفحة الرئيسية للنشر إلى الأمام باعتبارها «مغيرًا للعبة، والموقع الإلكتروني الذي سيتعين على كل متحف فني مراعاته من هذه النقطة فصاعدًا» (تايلر جرين، ملاحظات الفن الحديث)، و «نموذج للمؤسسات الأخرى من جميع الأنواع»(أليكسيس مادريجال، ذي أتلانتيك). فاز الموقع بجوائز بيست أوف ذا ويب (بالإنجليزية: Best of the Web)‏ في 2012 المتاحف ومؤتمر الويب، بما في ذلك «أفضل موقع شامل» و «أفضل موقع مبتكر / تجريبي». كما فازت بجائزة MUSE الذهبية عن «التواجد عبر الإنترنت ووسائل الإعلام والتكنولوجيا» من التحالف الأمريكي للمتاحف. في عام 2017، أعيد تصميم الصفحة الرئيسية، وتم تغيير العلامة التجارية للنشر الرقمي لووكر تحت عنوان ووكر ريدر، صفحة مقصودة لمجلة تجمع المحتوى الأصلي من قطاعات ووكر الخمسة.

## حرم الجامعة

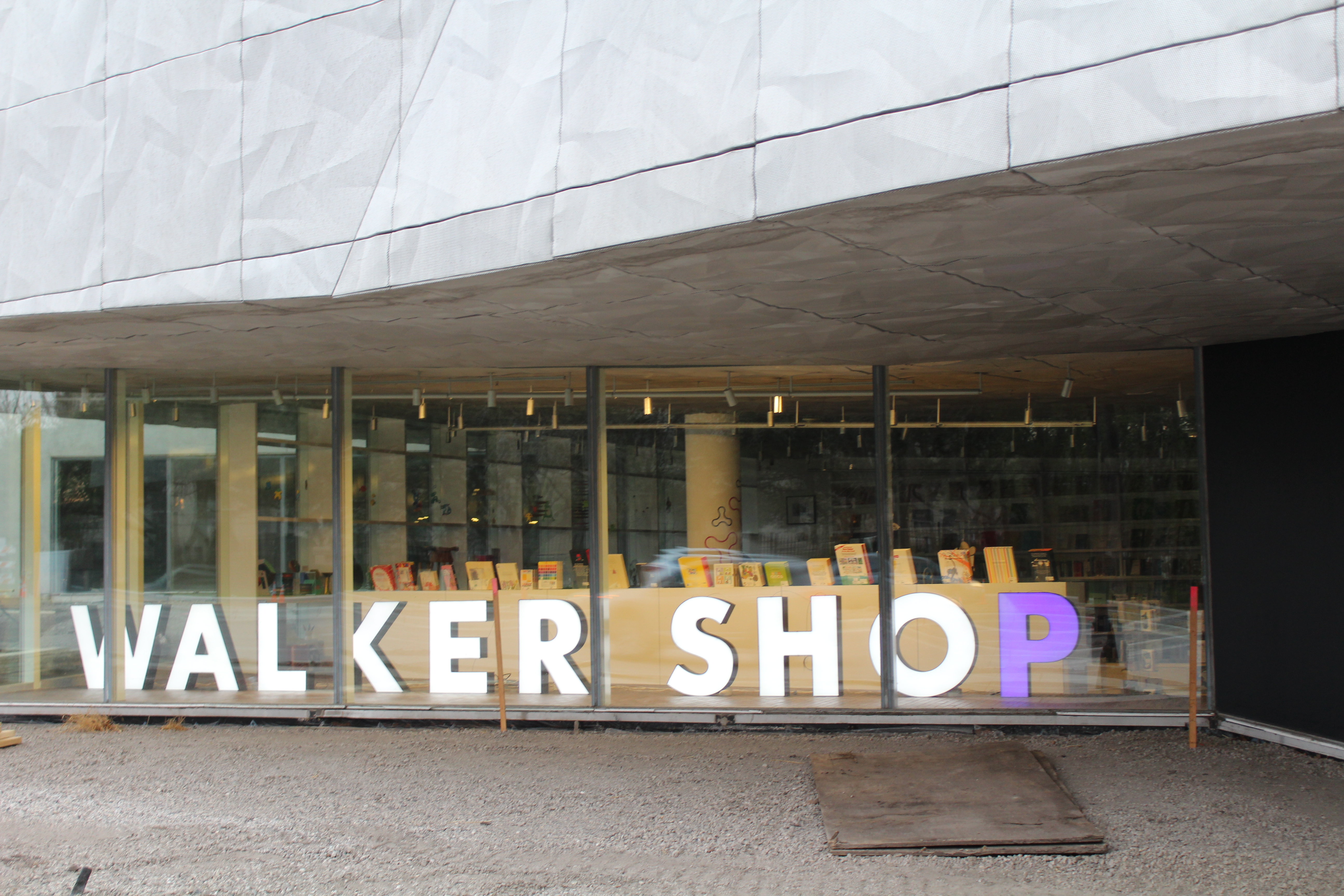
إحياء ذكرى ووكر شوب للأمير في الذكرى الأولى لوفاته

يقع مبنى مركز ووكر للفنون المكون من 8 طوابق على مساحة 17 فدانًا، ويضم 260.000 قدم مربع، ويضم 10 معارض فنية جنبًا إلى جنب مع سينما ومسرح ومتجر ومطعم ومقهى، إلى جانب أماكن المناسبات الخاصة الأخرى وغرف المحاضرات.
تم تصميم المبنى الأصلي من قبل المهندس المعماري المقيم في نيويورك إدوارد لارابي بارنز وافتتح في مايو 1971. صمم بارنز المبنى بأسلوب بسيط في تلك الفترة مع واجهة خارجية بسيطة من الطوب ومساحات بيضاء واسعة في الداخل. الهيكل عبارة عن ترتيب فريد من صالات العرض التي تدور حول سلم مركزي وتفتح على تراسات على السطح. اكتسبت الهندسة المعمارية لوكر إشادة من النقاد عند افتتاحها وحصل بارنز على جائزة المعهد الأمريكي للمهندسين المعماريين عن عمله.
في عام 2005، خضع المبنى الأصلي لعملية توسعة بقيمة 67 مليون دولار صممها المهندسان المعماريان السويسريان هيرتسوغ ودي مورون. تم بناء الإضافة على مفهوم "ساحة المدينة " الذي يهدف إلى فتح مبنى بارنز الشبيه بالصندوق من خلال مساحات تجمع يسهل الوصول إليها. عنصرها المركزي عبارة عن برج هندسي تجريدي مصنوع من ألواح شبكية من الألومنيوم، تم بناؤه لصالح هيرزوغ ودي ميرون من قبل شركة سبانتيك في مينيسوتا، ونوافذ زجاجية تحتوي على المسرح والمطعم والمتاجر. القاعات ذات النوافذ التي تحتوي على معرض ممتد ومساحات ردهة تربط البرج بالهيكل الأصلي.
في صيف عام 2015، أعلن مركز ووكر للفنون عن خطة لتوحيد ووكر وحديقة مينابوليس المحيطة. تشمل الميزات الرئيسية للتجديد جناح دخول جديد لووكر، ومساحة خضراء جديدة بجانب التل، والحديقة العليا، وإعادة بناء حديقة مينابوليس البالغة من العمر 26 عامًا، وهي شراكة مع مينابوليس بارك ورياكشن بورد (بالإنجليزية: Minneapolis Park and Recreation Board)‏. كما يطبق المشروع تقنية الأسطح الخضراء، وأنظمة استصلاح مياه الأمطار في الحديقة، وإضافة مئات الأشجار الجديدة في جميع أنحاء الحرم الجامعي. تم الانتهاء من تجديد فندق ووكر في نوفمبر 2016، مع إعادة افتتاح الحديقة للجمهور في ربيع عام 2017.

## تاريخ

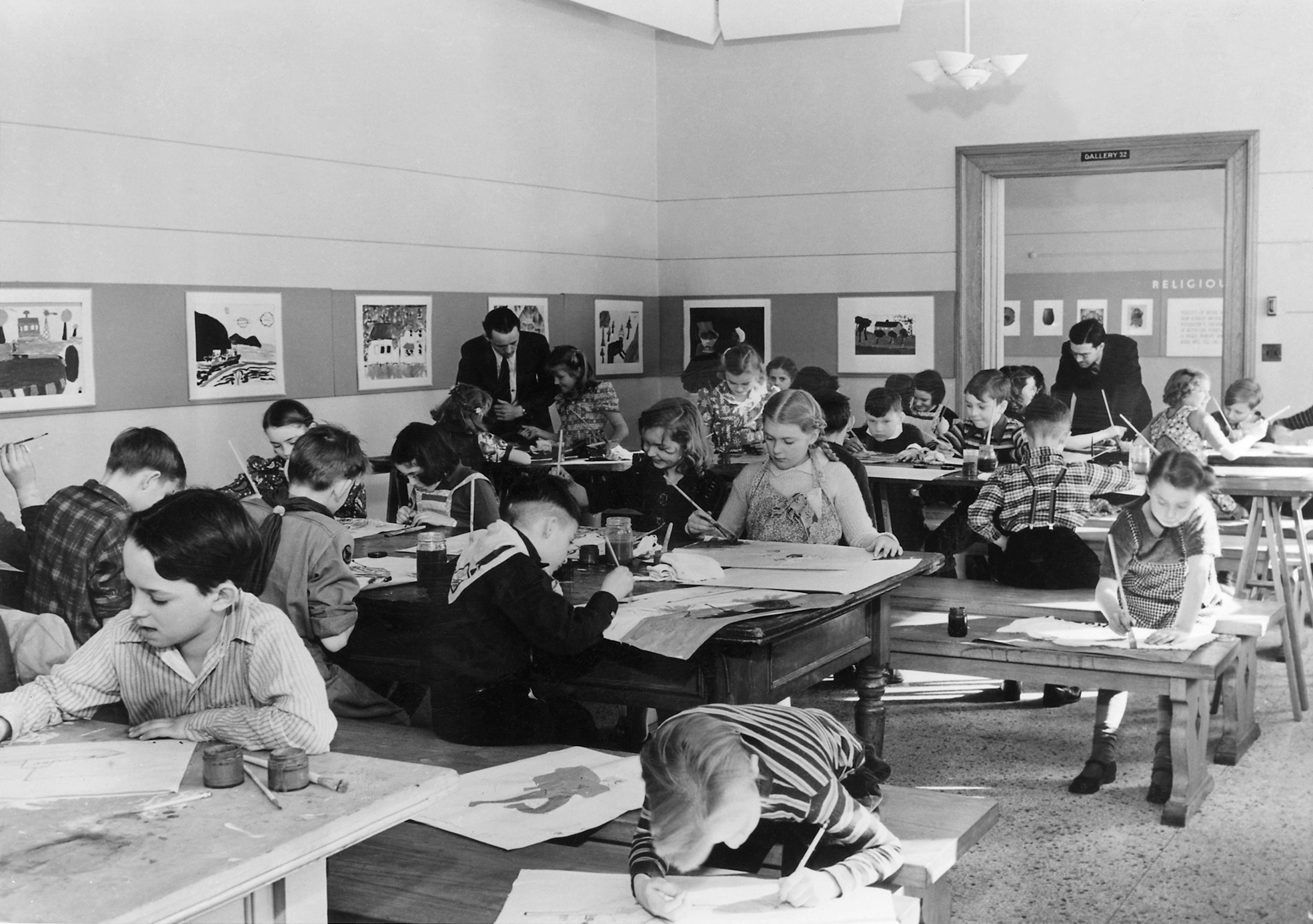
فئة مشروع الفن الفيدرالي في مركز الفن ووكر (1941)

بدأ مركز ووكر للفنون مع رجل الأعمال توماس بارلو ووكر من مينيابوليس، الذي كان يمتلك واحدة من أكبر المجموعات الفنية الخاصة في المنطقة. في عام 1879، كرس جزءًا من منزله لعرض الفن للجمهور مجانًا. في عام 1916، اشترى ووكر الأرض المعروفة الآن باسم لوري هيل لبناء متحف لمجموعته المتنامية. افتتح متحفه، معارض ووكر للفنون، في 21 مايو 1927.
في عام 1939، مُنح مجلس مينيسوتا للفنون السيطرة على المبنى في لوري هيل، جنبًا إلى جنب مع مجموعته الفنية، من أجل إنشاء مركز فني مدني. بمساعدة إدارة تقدم الأشغال، تم إجراء تحسينات على المبنى وافتتح مركز ووكر للفنون في يناير 1940. غادر دانيال ديفينباتشر، الذي قاد برنامج مركز الفن المجتمعي التابع لمشروع الفن الفيدرالي، ليصبح أول مدير لمركز ووكر للفنون. في هذا الوقت تقريبًا، بدأ مركز ووكر رسميًا تركيزه على الأعمال الفنية الحديثة والمعاصرة. 
تم افتتاح المبنى الحالي لوكر الذي صممه إدوارد لارابي بارنز في عام 1971 وتم توسيعه في عام 1984. أقامت مينيابوليس باركس آند ريكريشن شراكة مع مركز ووكر للفنون لتأسيس حديقة مينيابوليس للنحت في حرم ووكر الجامعي في عام 1988.
تم افتتاح أحدث توسعة للمبنى في أبريل 2005، حيث ضاعف حجم مركز ووكر للفنون تقريبًا. تضمنت التوسعة، التي صممها هيرتسوغ ودي مورون، مساحة معرض إضافية ومسرحًا ومطعمًا ومتجرًا ومساحة للمناسبات الخاصة. في يونيو 2017، تم تأجيل افتتاح حديقة الفن في المعرض بسبب الاحتجاجات على منحوتة سام دورانت.
الجدول الزمني

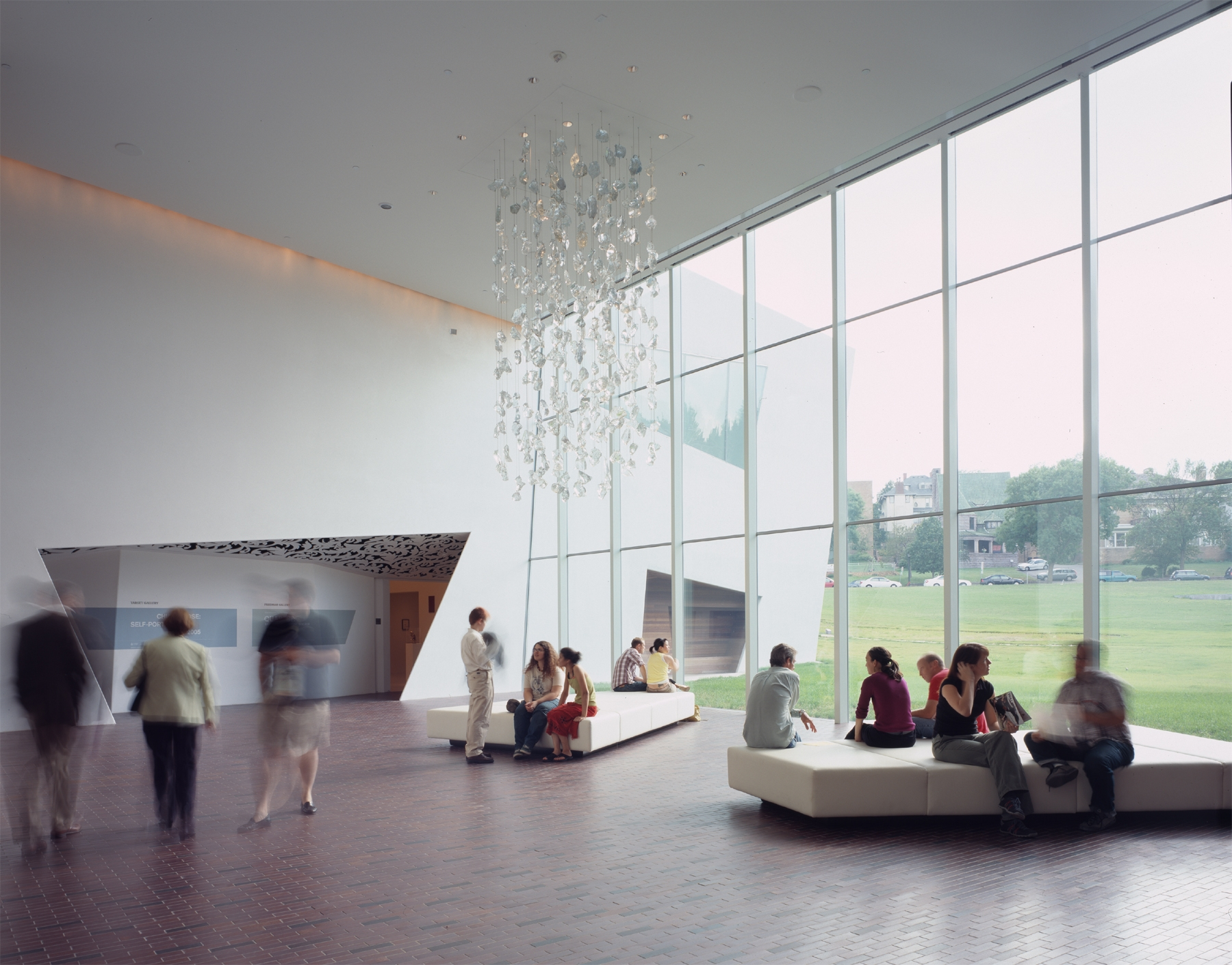
صالة كارجيل

- 1879 - افتتح بارون الخشب توماس بارلو (TB) ووكر أول معرض فني عام غرب نهر المسيسيبي في مقر إقامته في شارع هينيبين في وسط مدينة مينيابوليس
- 1927 - افتتحت معارض ووكر للفنون في مينيابوليس، في موقع مركز ووكر للفنون الحالي.
- 1940 - بتمويل من عام 1939 منح إدارة مشاريع الأعمال (WPA)، أصبحت معارض الفن ووكر مركز ووكر للفنون. تحت إشراف مديرها الأول، دانيال ديفينباتشر، بدأت في إضافة الفن الحديث والإقليمي إلى المجموعة الانتقائية التي جمعها تي بي ووكر. يفتح للجمهور مع معارض طرق للفن، وأوجه تشابه في الفن، واتجاهات في الفن المعاصر، مما يشير إلى اهتمامه الجديد بالفن الحديث. تعاون ديفانبشر وزوجته لويس ووكر في ديزاين كواترلي، والتي عرضت تصميمًا حديثًا جيدًا في الأدوات المنزلية والأثاث. مهرجان الربيع للرقص، الذي تنظمه جيرترود ليبينكوت، هو أول حدث أداء في ووكر.
- 1942 - فرانز مارك، داي جروسن (1911) هو أول استحواذ لوكر على الفن الحديث.
- 1946 - افتتح معرض الفن اليومي، برعاية هيلدا ريس، كأول مساحة عرض مخصصة للتصميم في متحف أمريكي. تبدأ مجلة إيفريداي آرت كواترلي (التي أعيدت تسميتها لاحقًا باسم ديزاين كواترلي) النشر كأول مجلة متحف أمريكية عن التصميم.
- 1948 - استحوذ إدوارد هوبر، مكتب الليل (1940).
- 1950 - إغلاق مدرسة ووكر للفنون. تم استبدال ديفانبشر كمدير من قبل هارفارد أرناسون.[66]
- 1954 - تم الاستحواذ على جورجيا أوكيف وبحيرة جورج بارنز (1926).
- 1963 - أسس مركز ووكر للفنون شركة سنتر أوبرا، والتي أصبحت فيما بعد أوبرا مينيسوتا. يفتح مسرح جوثري بجوار ووكر. يقدم John Cage، مع ميرس كانينغهام دانس كومباني، أول أداء لوكر.
- 1964 - قام دومينيك أرجينتو ماسكي الملائكة بأداء شركة أوبرا سنتر كأول لجنة للفنون المسرحية.
- 1967 - استحوذ على آندي وارهول 16 جاكيز (1964).
- 1969 - تشمل عمليات الاستحواذ الرئيسية تشاك كلوز، صورة شخصية كبيرة (1967-1968)
- 1970 - تم تشكيل قسم الفنون المسرحية.
- 1971 - افتتاح مركز نيو ووكر للفنون، الذي صممه إدوارد لارابي بارنز.
- 1972 - تم إنشاء قسم الأفلام / الفيديو.
- 1976 - أصبح مركز ووكر للفنون مؤسسة عامة؛ مؤسسة تي بي ووكر تؤسس هبة متحف.
- 1978 - قدمت لوري أندرسون أداءً كجزء من سلسلة بيرسبيكتيف، التي شاركت في تمثيلها مع أوركسترا سانت بول تشامبر. انطلاق موسيقى الصيف والأفلام في لورينغ بارك.
- 1988 - افتتاح حديقة مينابوليس التي صممها إدوارد لارابي بارنز. تشمل الأعمال المفوضة كلايس أولدنبورغ وأعمال أخرى.
- 1989 - في الخارج تبدأ سلسلة من العروض الفنية المسرحية التجريبية.
- 1990 - Regis Dialogues، سلسلة من الأفلام الاستعادية ومقابلات مع صانعي أفلام وممثلين مشهورين، تبدأ مع كلينت إيستوود وجيمس إيفوري.
- 1992 - افتتاح توسعة حديقة مينيابوليس سكلبتشر.
- 1996 - تم تشكيل قسم مبادرات وسائل الإعلام الجديدة مع جالِري 9، وهو موقع ويب للفن الشبكي، يتم إطلاقه مع بيوتر، دينغ (سلسلة كانون) (1997)، وهي أول لجنة إعلامية جديدة.
- 1998 - حصل تشارلز راي على تمثال غير مصبوغ (1997).

ميريديث مونك / بيل تي جونز هو معرض متعدد التخصصات، يحتفل بعلاقات ووكر طويلة الأمد مع الفنانين. تم إطلاق موقع آرتس كونيكتيد، وهو موقع ويب يضم مجموعات من Walker ومعهد مينابوليس للفنون.
- 2002 - إطلاق mnartists.org، وهو مشروع مشترك بين مؤسسة ووكر ومؤسسة ماكنايت.
- 2005 - تم افتتاح مركز ووكر للفنون الموسع حديثًا، والذي صممه هيرزوغ ودي ميرون، في أبريل.[67]
- 2012 - يقيم مركز ووكر للفنون أول مهرجان فيديو للقطط على الإنترنت.[68]
- 2015 - مركز ووكر للفنون يضع حجر الأساس لتجديد حديقة مينابوليس المجاورة.[69]

## إدارة

### التمويل
يتم دعم مركز ووكر للفنون جزئيًا من خلال منحة مقدمة من مجلس ولاية مينيسوتا للفنون من خلال اعتماد من قبل الهيئة التشريعية لولاية مينيسوتا من الصندوق العام للولاية وصندوق الفنون والتراث الثقافي. لضمان استقلالية ووكر الإبداعية، تخلت المديرة آنذاك كاثي هالبريتش عن ملايين الدولارات كمساعدة حكومية محتملة لتوسيع المتحف بقيمة 73.8 مليون دولار في عام 2005، وهو القرار الذي أدى إلى تجميد الرواتب لمدة عام، وتخفيضات في بعض الموظفين، وإلغاء برنامج ووكر للوسائط الفنية الجديدة.
في عام 2011، أعلن مركز ووكر للفنون عن أصول صافية قدرها 243 مليون دولار. وبلغت مصاريفها السنوية 22 مليون دولار ووقفها 152 مليون دولار. يبلغ تعويض مدير المتحف حوالي 375000 دولار.

### إشراك الجمهور
اعتبارًا من عام 2011، بلغ إجمالي الحضور حوالي 590.000 زائر، 22٪ منهم من المراهقين والشباب.

### المدراء
- دانيال ديفنباكر، 1940-1951.[74]
- هارفي أرنيسون، 1951-1961.[75]
- مارتن فريدمان، 1961-1990.[76]
- كاثي هالبريتش، 1991-2007.[77]
- أولغا فيسو، 2007-2017 [78]
- ماري سيروتي، 2019 إلى الوقت الحاضر.[79]